# Härke
Härke is een plaats in de gemeente Östersund in het landschap Jämtland en de provincie Jämtlands län in Zweden. De plaats heeft 113 inwoners (2005) en een oppervlakte van 22 hectare. De plaats ligt aan het meer Storsjön en op het via bruggen met het vasteland verbonden eiland Frösön. Een deel van de stad Östersund ligt ook op dit eiland en de plaats ligt op ongeveer twee kilometer van deze stad.